# Флоренс Сайберт
Флоренс Барбара Сайберт (англ. Florence B. Seibert, англ. вимова: [ˈsaɪ.bəɹt], 6 жовтня 1897, Істон — 23 серпня 1991, Сент-Пітерсбург) — американський біохімік. Була прийнята до Зали слави жінок у Флориді й до Національної зали слави жінок.

## Раннє життя й освіта
Сайберт народилася 6 жовтня 1897 року в місті Істон, штат Пенсильванія, у сім'ї Джорджа Пітера Сайберта і Барбари (Мемерт) Сайберт. У трирічному віці Флоренс захворіла на поліомієліт. Їй довелося носити стримувальні апарати для ніг, що призвело до кульгання протягом всього життя. Будучи підлітком, Сайберт читала біографії відомих вчених, які розпалювали її інтерес до науки.
Сайберт захистила бакалаврську роботу в коледжі Гаучера в Балтиморі в 1918 році. Вона разом зі своїм викладачем хімії, Джессі І. Майнор, працювала у хімічній лабораторії паперового комбінату Гамерслі в Гарфілді, штат Нью-Джерсі, у часи війни.
Доктор Сайберт здобула ступінь доктора філософії з біохімії в Єльському університеті в 1923 році. У Єлі вона вивчала внутрішньовенне введення молочних білків під керівництвом Лафаєта Менделя. Вона розробила метод запобігання зараження цих білків бактеріями.

## Професійні досягнення та нагороди
У 1923 році Сайберт працювала постдокторантом у Меморіальному інституті Ото С. А. Спрейга в Чиказькому університеті. Її фінансувало Американське філософське товариство. Вона продовжувала працювати неповний робочий день у лабораторії Ріккетса в Чиказькому університеті й неповний день у Меморіальному інституті Ото С. А. Спрейга в Чикаго.
У 1924 році Сайберт отримала премію Говарда Тейлора Рікеттса в Чиказькому університеті за роботу, яку вона розпочала в Єлі і продовжувала в Чикаго. У Єлі Сайберт зробила цікаву знахідку: внутрішньовенні ін'єкції часто спричинюють гарячку у пацієнтів. Доктор Сайберт визначила, що її спричинюють токсини, що виробляються бактеріями. Дані токсини можуть забруднювати дистильовану воду, коли бризки окропу в колбі для дистиляції досягають колби-приймача. Сайберт винайшла новий метод запобігання забруднення води під час процесу дистиляції шляхом схоплення бризків у «пастку». Вона опублікувала свій метод в Американському Журналі Фізіології. Згодом його було одобрено Управлінням харчових продуктів і лікарських засобів, Національним інститутом охорони здоров'я й іншими фармацевтичними фірмами. У 1962 році Сайберт була нагороджена Меморіальною премією Джона Елліота від Американської асоціації банків крові за роботу над пірогенами (речовинами, що спричинюють гарячку).
З 1924-28 рр. Сайберт працювала інструктором із патології в Чиказькому університеті та була запрошена на посаду доцента з біохімії в 1928 році. У 1927 році її молодша сестра Мейбл переїхала до Чикаго, щоб жити і працювати з нею. Мейбл вважалася і секретарем Флоренс, і її науковим співробітником.
За цей час Сайберт познайомилася з доктором наук Есмондом Р. Лонгом, який досліджував туберкульоз. У 1932 р. вона погодилася переїхати разом із Лонгом в Інститут Генрі Фіппса при Університеті Пенсільванії. Лонг став професором патології та директором лабораторій Інституту Фіппса, а Сайберт — доцентом із біохімії. Їхньою метою була розробка надійного тесту на виявлення туберкульозу. Попередній варіант туберкуліну, який створив Роберт Кох, давав помилково негативні результати під час тестування на туберкульоз з 1890-х р. через домішки в матеріалі.
Під час кураторства й фінансуванням Лонга, Сайберт визначила, що активним агентом туберкуліну є білок. Протягом декількох років Сайберт працювала над розробкою методів виділення й очищення білка від мікобактерій туберкульозу для того, щоб отримати очищену білкову похідну (PPD) та уможливити створення надійного тесту на туберкульоз.
Її перша публікація про очищення туберкуліну з'явилася в 1934 році. Деякі джерела приписують їй успішне виділення молекули білка туберкульозу протягом 1937–38 рр, коли вона відвідала Уппсальський університет, Швеція, як член Гуггенхайма, щоб співпрацювати з нобелівським вченим Теодором Сведбергом, який займався білками. Вона розробила методи очищення кристалічного туберкуліну з використанням фільтрів із пористої глини й обробленої азотною кислотою бавовни. У 1938 році вона була нагороджена медаллю Трюдо Національної асоціації з туберкульозу.
У 1940-х роках очищена білкова похідна Флоренс Сайберт (PPD) стало національним і міжнародним стандартом для туберкулінових тестів.
У 1943 році Сайберт отримала першу нагороду за свої досягнення від Американської асоціації жінок з вищою освітою.
Сайберт залишалася в Інституті Генрі Фіппса в Пенсильванському Університеті з 1932 по 1959 рік. Вона була доцентом у 1932—1955 рр., професором біохімії у 1955—1959 рр. і заслуженим професором з моменту її офіційного виходу на пенсію в 1959 році.
Пізніше Флоренс разом із сестрою Мейбл переїхала до Сейнт-Пітерсберґа, штат Флорида, де вона продовжувала досліджувати можливі зв'язки між бактеріями й видами раку, співпрацюючи з лікарнею Маунд Парк і з дослідницьким центром Бей-Пайнс. Вона продовжувала публікувати наукові праці до 1977 року. Теорії, що стосуються бактерій і раку досі залишаються суперечливими.
У 1968 році Сайберт опублікувала свою автобіографію «Галька на пагорбі вченого» (Pebbles on the Hill of a Scientist).
Флоренс Сайберт померла в будинку для людей похилого віку «Пам-Спрингс» у Сейнт-Пітерсберзі, штат Флорида, 23 серпня 1991 року.

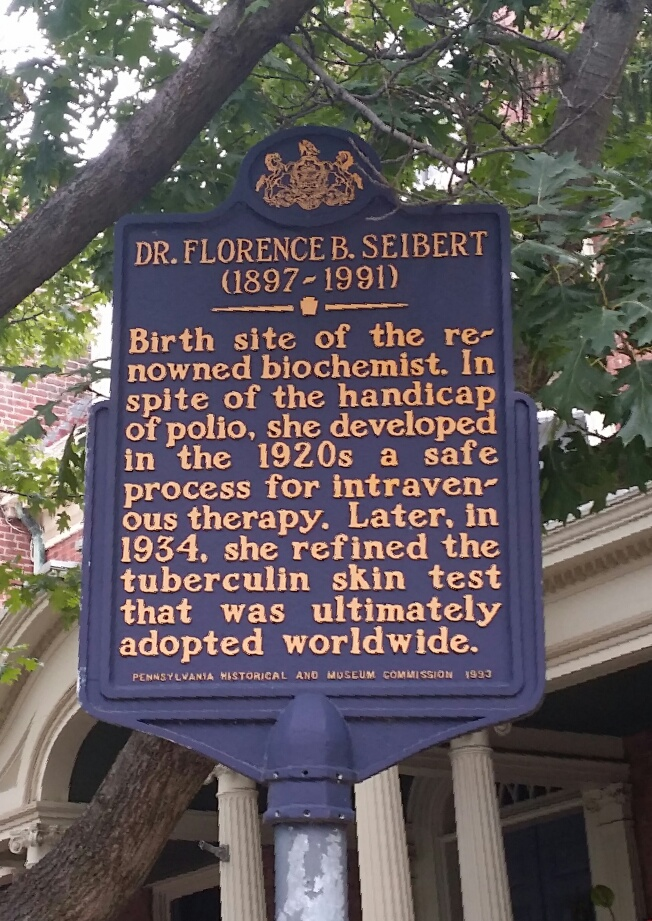
Меморіальна дошка в Істоні, штат Пенсільванія, на честь доктора Флоренс Сайберт.